# Ласько
Ласько (пол. Łasko) — село в Польщі, у гміні Бежвник Хощенського повіту Західнопоморського воєводства.
Населення — 245 осіб (2011).
У 1975-1998 роках село належало до Гожовського воєводства.

## Демографія
Демографічна структура станом на 31 березня 2011 року:
|          | Загалом | Допрацездатний вік | Працездатний вік | Постпрацездатний вік |
| -------- | ------- | ------------------ | ---------------- | -------------------- |
| Чоловіки | 123     | 18                 | 84               | 21                   |
| Жінки    | 122     | 20                 | 64               | 38                   |
| Разом    | 245     | 38                 | 148              | 59                   |